# Anacroneuria oreja
Anacroneuria oreja är en bäcksländeart som beskrevs av Maria del Carmen Zúñiga och Bill P.Stark 1999. Anacroneuria oreja ingår i släktet Anacroneuria och familjen jättebäcksländor. Inga underarter finns listade i Catalogue of Life.